# Сагив, Гай
Гай Сагив (ивр. גיא שגיב‎); (род. 5 декабря 1994, Намюр, Бельгия) — израильский профессиональный шоссейный велогонщик, выступающий  за команду мирового тура «Israel Start-Up Nation». Трёхкратный чемпион Израиля по шоссейному велоспорту в групповой гонке (2015, 2016, 2019) и чемпион Израиля в индивидуальной гонке (2017).

## Достижения
2011
2-й  Чемпионат Израиля — Групповая гонка (юниоры)
3-й  Чемпионат Израиля — Индивидуальная гонка (юниоры)
2013
3-й  Чемпионат Израиля — Групповая гонка
2015
1-й  Чемпион Израиля — Групповая гонка
1-й  Чемпион Израиля — Групповая гонка U23
1-й Hets Hatsafon
2016
1-й  Чемпион Израиля — Групповая гонка
1-й  Чемпион Израиля — Групповая гонка U23
2017
1-й  Чемпион Израиля — Индивидуальная гонка
2018
2-й  Чемпионат Израиля — Групповая гонка
2019
1-й  Чемпион Израиля — Групповая гонка

## Статистика выступлений

### Гранд-туры
| Гранд-тур       | 2018 | 2019 |
| --------------- | ---- | ---- |
| Джиро д’Италия  | 141  | —    |
| Тур де Франс    | —    | —    |
| Вуэльта Испании | —    | —    |

| —  | Не участвовал  |
| НФ | Не финишировал |